# Oznaka (metapodaci)
U informacionim sistemima, tag je nehijerarhijska ključna reč ili izraz dodeljena parčetu informacije (kao što je internet bukmark, digitalna slika, ili datoteka). Ova vrsta metadata pomaže opisivanju stavke i dozvoljava joj da bude nađena pretragom. Tagovi su generalno izabrani neformalno i lično od strane kreatora stavke ili njegovog posmatrača, u zavisnosti od sistema.
Tagovanje je popularizovano od strane veb-sajtova povezanih sa Web 2.0 i predstavlja bitnu odliku mnogih Web 2.0 servisa. Sada je takođe deo neki desktop softvera.

## Istorija
Etiketiranje i tagovanje se sprovodi za obavljanje funkcija kao što su pomaganje u klasifikaciji, obeležavanju vlasništva, ističući granice, i ukazuje na on-line identitet. Oni mogu biti u formi reči, slika, ili drugih identifikacionih marki. Analogan primer oznaka u fizičkom svetu je muzej za označavanje objekata. U organizaciji informacija i objekata, korišćenje tekstualnih ključnih reči kao deo identifikacije i klasifikacije dugo prethodi računarima. Bilo kako bilo, pretraga zasnovana na računarima je napravila od ključnih reči brz način pretrage zapisa.
Onlajn i Internet baze podataka i rani vebsajtovi koristili su ih kao način za izdavače da pomognu korisnicima da pronađu sadržaj. u 2003, vebsajt za društveni bukmarking|Delicious je obezbedio način svojim korisnicima da dodaju „tagove“ njihovim bukmarkovima (kao način da im pomogne da ih nađu kasnije); Delicious je takođe obezbedio pristupačan pregled bukmarkova svih korisnika sa određenim tagom. Flickr je dozvolio svojim korisnicima da dodaju svoje tekstualne tagove za svako od svojih slika, konstruišući fleksibilan i lak meta-podatak koji je učinio slike lakim za pretragu. Uspeh Flickr-a i uticaj Delicious-a je popularizovao koncept, i druge društvene veb-sajtove – kao što su YouTube, Technorati, i Last.fm – takođe implementirano označavanje. Druge tradicionalne i veb aplikacije su zajedno kreirale koncept kao što je "Labels" u Gmail i mogućnost dodavanja i izmenjivanja oznaka u iTunes ili Winamp.
Označavanje je steklo široku popularnost zahvaljujući rastu društvenog umrežavanja, deljenju fotografija i čuvanju veb-sajtova. Ovi sajtovi omogućavaju korisnicima da kreiraju i upravljaju etiketama (ili “oznakama”) koje vrše kategorizaciju sadržaja koristeći jednostavne ključne reči. Upotreba ključnih reči kao deo identifikacije i klasifikacije sistema prethodi rašunarima. U ranim danima veba meta oznake su bile korišćene od strane dizajnera veb-stranica kako bi rekli pretraživačima o čemu je bila stranica. Današnje označavanje uzima koncept meta ključnih reči i koristi ga. Korisnici dodaju oznake. Oznake su jasno vidljive, i same predstavljaju linkove na druge stavke koje dele tu odgovarajuću oznaku.
Oznake znanja su produžetak oznaka ključih reči. Oni su prvo korišćeni od strane Jumper 2.0,softverske platforme otvorenog koda Web 2.0 objavljene od strane Jumperper Networks-a 29. septembra 2008. Jumper 2.0 je bila prva platforma za pretrazivanje koja je koristila metod proširenog označavanje za tzv. knowledge capture.
Veb-sajtovi koji sadrže oznake često prikazuju kolekciju oznaka kao tag clouds. Korisnička oznaka je korisna kako samim korisnicima tako i većoj zajednici korisnika veb-sajtova.
Oznake mogu pripadati "bottom-up" tipu klasifikacije, u poređenju sa hijerarhijskim, koji su "top-down". U tradicionalnom hierarhijskom sistemu(taksonomskom), dizajner postavlja određen broj termina koji se koriste za klasifikaciju, a postoji samo jedan ispravan način da se klasifikuje svaka stavka. U sistemu obeležavanja postoji neograničen broj načina da se klasifikuje stavka i ne postoji „pogrešan“ način. Umesto da pripada samo jednoj kategoriji, stavka može imati nekoliko različitih oznaka. Neki istraživači i aplikacije su eksperimentisali kombinovanjem strukturne hierarhije i "flat" označavanjem kako bi pomogli pronalaženju informacija.

## Primeri

### Unutar Bloga
Mnogi blog sistemi dozvoljavaju autorima da dodaju slobodne forme oznaka na postu, zajedno sa (ili umesto) postavljanja posta u kategorije. Na primer, post može da prikaže da je označen sa bejzbol i karte. Svaka od ovih oznaka je obično web link koji vodi do indeksne stranice koja prikazuje sve postove povezane sa tom oznakom. Blog može imati bočnu traku sa svim oznakama na tom blogu, gde svaka oznaka vodi na indeksnu stranicu. Kako bi rekvalifikovali post autor izmenjuje njegovu listu oznaka. Sve veze između postova se automatski prate i ažuriraju od strane blog-softvera; nema potrebe za realociranjem stranice sa složenom hierarhijom kategorija.

### Za događaj
Zvanična oznaka je ključna reč usvojena od strane događaja i konferencija za učesnike, koji je koriste u svojim veb objavljivanjima, kao što su unosi na blog, slike događaja i stranice prezentacije. Pretraživači mogu da ih indeksiraju i od njih naprave relevantne materijale vezane za događaj koji je pretraživ na uniforman način.
U tom slučaju, oznaka je deo kontrolisanog rečnika.

### U istraživanju
Istraživač može raditi sa velikom kolekcijom stavki (npr. citatima iz štampe, bibliografija, slike) u digitalnom obliku in digital form. Ako on/ona poželi da poveže svaku stavku sa malim brojem tema (npr. sa poglavljima knjige, ili pod-temama nekog predmeta), onda grupe oznaka za ove teme mogu biti dodate svakoj stavci u većoj kolekciji. Na ovaj način, slobodna forma klasifikacije dozvoljava autoru da upravlja onim što bi inače bilo glomazna količina informacija. Komercijalno, kao i neke besplatne aplikacije za računar koje mogu da obave ovo.

## Specijalni tipovi

### Trostruke oznake
Trostruka oznaka tag ili mašinska oznaka koristi specijalnu sintaksu da definiše ekstra semantičke informacije o oznaci, čineći je lakšom ili značajnijom za interpretaciju od strane kompjuterskog programa. Trostruke oznake obuhvataju tri dela: a imenski prostor, a predikat, i vrednost. Npr. "geo:long=50.123456" je oznaka za geografsku dužinu koordinate čija je vrednost 50.123456. Ova trostruka struktura je slična ramu za opisivanje izvora modela za informacije.
Trostrostruka oznaka je prvo osmišljena za Geolicious U Novembru 2004, da mapita Delicious bukmarkove, i stekla je šire prihvatanje nakon njenog usvajanja od strane Mappr i GeoBloggers-a za mapiranje Flickr fotografija. U Januaru 2007, Aaron Straup Cope je u Flickr uveo izraz Mašinska oznaka kao alternativno ime ta trostruku oznaku, dodajući neka pitanja i odgovore namerno, sintaksa, i upotreba.
Specijalizovani meta-podatak za geografsku identifikaciju poznatu kao geo-označavanje; mašinske oznake su takođe korišćene za druge namene,kao što je identifikacija slika slikanih na određenom događaju ili imenovanje vrsta koristeći binomijalnu nomenklaturu.

### Oznake znanja
Oznaka znanja je tip meta-podatka koji opisuje ili definiše neki aspekt izvora informacije (kao što je dokument, digitalna slika, baza podataka), ili web strana. Oznake znanja su više od tradicionalnih ne-hierarhiskih ključnih reči ili termina.One su vrsta meta-podatka koja snima znanje u formi opisa, kategorizacija, klasifikacija, semantike, komentara, beleški, napomena, hiper-podataka, hiper-linkova,ili referenci koje su prikupljene u profilima oznaka. Ovi profili oznaka referenciraju izvor informacija koji boravi u distribuiranom, i često heterogenom skladištu. Oznake znanja predstavljaju upravljanje znanjem, disciplina koja daje moć Enterprise 2.0] metodologijama za korisnike da uhvate ekspertizu, atribute, zavisnosti, ili odnose povezane sa izvorom podataka. Generalno, dozvoljava veću fleksibilnost nego ostali klasifikacioni sistemi upravljanja znanjem.
Hvatanje znanja u oznaka ima mnogo različitih oblika, tu je faktično znanjee (koje se nalazi u knjigama i podacima), konceptualno znanje (koje se nalazi u perspektivi i konceptima), očekivano znanje (potrebno za rasuđivanje i hipoteze), i metodološko znanje (izvedeno rasuđivanjem i strategijom). Ovi oblici znanja često postoje van podatka, sami izvedeni iz ličnog iskustva ili ekspertize. 
Oznake znanja, u stvari, ispoljavaju same sebe na veliki broj načina – oznake konceptualnog znanja opisuju procedure, naučene lekcije, i činjenice koje su povezane sa izvorom informacija. Oznake skrivenog znanja, ispoljavaju sebe kroz veštine,navike ili učenje kroz rad i predstavljaju iskustvo ili organizacionu inteligenciju. Anegdotično znanje, jeste sećanje na određeni slučaj ili događaj koji ne može izbiti na površinu bez konteksta.
Znanje se može najbolje definisati kao informacija koja je u vlasništvu uma individue: to je lična ili subjektivna informacija povezana sa činjenicama, procedurama, konceptima, interpretacijama, idejama, zapažanjima i procenama (koje mogu ili ne mogu biti jedinstvene, korisne, precizne, ili struktuisane). Knowledge oznake se smatraju proširenjem samih informacija koje dodaju dodatnu vrednost, kontekst, i značenje indormaciji. Oznake znanja su značajne za očuvanje organizacione inteligencije koja je često izgubljena zbog preokreta, zbog deljenja znanja uskladištenog u umovima pojedinaca koje je obično izolovano i ispregnuto od strane oganizacije, i zbog povezivanja znanja koje je obično izgubljeno ili nepovezano sa izvorom informacija.

## Prednosti i mane
U tipičnom sistemu obeležavanja, nema eksplicitne informacije o značenju ili semantici svake oznake, i korisnik može da primeni nove oznake na neku stavku isto kao što je primenio i stare oznake. Hierarhiska klasifikacija sistema može se sporo menjati, i ukorenjena je u kulturi i eri koja ih je kreirala. Fleksibilnost označavanja dozvoljava korisnicima da klasifikuju njihove kolekcije na načine koji su njima korisni, ali personalizovane the personalized raznovrsnosti mogu predstavljati izazov prilikom pretrage.
Kada korisnici mogu slobodno da biraju oznake (kreirajući folksonomiju, za razliku od izbora uslova iz kontrolisanih rečnika), dobijeni meta-podaci mogu sadržati homonime (iste oznake korišćene u drugom značenju) i sinonime (višestruke oznake za isti predmet), što može voditi do neprikladnih veza između stavki i neefikasne pretrage za informacijama o predmetu. Npr, oznaka „narandža“ može se odnosti na voće ili boja, i stavke vezane za verziju jezgro Linuksa mogu biti označene sa „Linuks“, „Jezgro“, „Pingvin“, „softver“, ili nizom drugih oznaka. Korisnici takođe mogu da izaberu oznake koje su različiteb promene reči (kao što su jednina i množina ), što može doprineti poteškoćama prilikom navigacije ukoliko sistem ne sadrži smanjenje uticaja oznaka prilikom pretrage. Veće folksonomies ce odnose na još neke probleme označavanja, u tome što korisnici sistema označavanja mogu da primete upotrebu trenutne „oznake“ unutar ovih sistema, i na taj način koriste postojeće oznake kako bi lako formirali veze sa srodnim predmetima. Na ovaj način, folksonomies kolektivno razvijaju delimičan skup konvencija ta označavanje.

### Kompleksna dinamika sistema
Uprkost očiglednom nedostatku kontrole, istraživanja su pokazala da se jednostavna forma zajedničnih rečnika pojavljuje u društvenim sistemima bukmarkinga. Kolaborativno označavanje pokazuje formu kompleksnog dinamike, (ili samoorganizujuća dimanika). Čak i ako, centralni kontrolisani rečnik ograničava akcije pojedinih korisnika, podela oznaka koja opisuje različite iѕvore (npr., veb-sajtove) konvergira vremenom prema stabilnim "power law" distribucijama. Jednom kada se takve stabilne distribucije formiraju, jednostavni rečnici mogu biti izdvojeni ispitivanjem korelacije između različitih oznaka. Ovaj neformalni zajednički sistem kreiranja oznaka i upravljanja oznakama se naziva folksonomija.

### Zloupotreba (spam)
Sistemi za označavanje koji su otvoreni za javnost su takođe otvoreni za označavanje spama, gde ljudi stavlja veliki broj oznaka koji nisu poveѕani sa predmetom (kao što je YouTube video) kako bi privukli in posmatrače. Ova zloupotreba može biti ublažena koristeći ljudsku ili statističku identifikaciju spam stavki. Broj oznaka takođe može biti ograničen kako bi se manjio spam.

## Sintaksa
Neki sistemi za označavanje obezbeđuju jedan okvir za tekst, za unošenje oznaka, kako bi mogli da tokenizuju string, separator se takođe mora koristiti. Dva popularna separatora su razmak i zarez. Kako bi se separatori mogli koristiti u oznakama, sistem može dozvoliti upotrebu separatora većeg nivoa (kao što su znakovi navoda ili karakter za izlazak). Sistem može da izbegne upotrebu separatora dozvoljavajući samo jednoj oznaci da bude dodata jednom dodatku(vidžetu), iako to čini samo dodavanje oznaka više vremenski-zahtevnim.
Sintaksa za upotrebu u okviru HTML-a jeste upotreba rel-tag mikroformata koji koristi rel - atribut sa vrednošću "tag" (i.e., rel="tag") da ukaže da se povezana strana ponaša kao oznaka za trenutni sadržaj.

## Spoljašnje veze
- Hashtag Techniques for Businesses, Curt Finch. Inc Magazine. May 26, 2011.
- A Uniform Resource Name (URN) Namespace for Tag Metadata Архивирано на веб-сајту  (17. октобар 2013). Tim Bray. Internet draft, expired August 5, 2007.